# Ursula Wertheim (Kauffrau)
Ursula Wertheim (* 12. Januar 1885; † 24. Januar 1975) war eine deutsche Kauffrau und die Ehefrau des jüdischen Unternehmers Georg Wertheim. Sie spielte eine zentrale Rolle bei dem Versuch, das gleichnamige Berliner Kaufhausunternehmen Wertheim vor der Enteignung durch das NS-Regime zu schützen. Ihre spätere Heirat mit dem ehemaligen Justiziar des Unternehmens, Arthur Lindgens, wirft rückblickend Fragen zur Rolle Lindgens in der Arisierung und Vermögensübertragung auf.

## Leben
Ursula Gilka wurde 1885 als Tochter des Kaufmanns Max Gilka und als Enkelin des Likörfabrikanten J. A. Gilka geboren. Sie war mit Georg Wertheim verheiratet, dem Gründer des Warenhauskonzerns Wertheim. Im April 1934 übertrug Wertheim seine Geschäftsanteile im Wert von 3,8 Millionen Reichsmark auf Ursula, um das Unternehmen formal als „arisch“ zu deklarieren und vor der drohenden Enteignung zu bewahren. Obwohl Ursula Wertheim nichtjüdisch war, wurde das Unternehmen 1935 dennoch von den Behörden als „rein jüdisch“ eingestuft.
Georg und Ursula Wertheim wurden 1938 unter erheblichem Druck des nationalsozialistischen Regimes zur Scheidung gedrängt. Diese Maßnahme war Teil einer Strategie, das Familienunternehmen vor der Enteignung im Zuge der sogenannten „Arisierung“ zu schützen. Nach Georg Wertheims Tod im Dezember 1939 heiratete Ursula im Mai 1941 den langjährigen Firmenjustiziar Arthur Lindgens. Lindgens spielte im Verlauf der NS-Zeit eine zunehmend einflussreiche Rolle bei der formellen Umstrukturierung und Entjudung des Unternehmens – und wurde nach der Heirat selbst wirtschaftlich begünstigt.

## Rolle bei der Arisierung
Die Übertragung der Anteile auf Ursula galt als taktisches Manöver, um dem Zugriff der Nationalsozialisten zu entgehen. Doch trotz dieses Schrittes wurde das Unternehmen 1938 endgültig arisiert, unter staatliche Verwaltung gestellt und später in „AWAG“ (Allgemeine Warenhandels-Gesellschaft) umbenannt.
Ursula Wertheim blieb nach der Arisierung nominell Eigentümerin. Ihr neuer Ehemann Arthur Lindgens – ehemals Justiziar, nun „Vertrauensverwalter“ – verwaltete das Unternehmen fortan im Auftrag des Regimes und war dabei nachweislich an der systematischen Überführung des jüdischen Familienbesitzes in „arische“ Hände beteiligt.

## Verbindungen zu Martin Bormann und Bau der neuen Reichskanzlei
Arthur Lindgens pflegte enge persönliche Kontakte zu Martin Bormann, dem einflussreichen Sekretär und Stellvertreter Hitlers. Bormann unterzeichnete 1942 den Erlass, wonach die endgültige „Lösung der Judenfrage“ nicht mehr durch Auswanderung, sondern durch physische Vernichtung zu erfolgen habe. Im Jahr darauf wurde Margot Wertheim – eine Nichte des Firmengründers – mit ihren beiden Kindern in Auschwitz ermordet. Die Nähe von Lindgens zu Schlüsselpersonen des NS-Machtapparats wirft zusätzliche Schatten auf seine Rolle bei der Arisierung.
Ein zentrales Wertheim-Grundstück an der Voßstraße in Berlin wurde 1937 sodann vom NS-Staat übernommen und für den Bau der Neuen Reichskanzlei verwendet.

## Ausschluss des leiblichen Sohns vom Erbe
Aus der Ehe mit Georg Wertheim stammte der gemeinsame Sohn Albrecht Wertheim (1910–1998). Trotz dieser direkten Abstammung erhielt er nach dem Tod seines Vaters keinen Anteil am Unternehmen. Grund dafür war die vorangegangene Übertragung der Anteile auf Ursula Wertheim und die spätere Heirat mit Arthur Lindgens. Letzterer trat nach außen als rechtmäßiger Verwalter auf und übernahm faktisch das Vermögen. Historiker sprechen in diesem Zusammenhang von einer bewussten Ausschaltung der jüdischen Erben aus der Nachfolgeregelung. Albrecht Wertheim erklärte später, man habe ihm und anderen Nachfahren das Unternehmen „entzogen – im Schutz der Legalität und unter dem Druck der Zeit“.

## Nach dem Krieg und Verbleib des restlichen Wertheim-Vermögens
1951 reiste Lindgens in die USA, wo er die aus Deutschland geflohenen Wertheim-Erben Günther und Fritz unter Vorspiegelung falscher Tatsachen dazu brachte, ihre Erbansprüche für 40.000 DM abzutreten. Dabei erklärte er, das Unternehmen sei „ohnehin nichts mehr wert“. In Wirklichkeit wurde es kurz darauf an den Hertie-Konzern verkauft. 
Die Rolle Ursula Lindgens-Wertheims bei dieser Transaktion bleibt bis heute umstritten. Über Nachfahren von Arthur Lindgens und den Verbleib des von Lindgens verwalteten restlichen Wertheim-Vermögens ist nichts bekannt.